# 納払明細帳
納払明細帳（おさめばらいめいさいちょう）は、江戸時代に代官所から江戸幕府勘定所に対して毎年進達する帳簿の1つ。大積納払明細帳とも。
浅草米蔵や御金蔵に納入する予定米金額を確定させるために作成する勘定仕上げ（決算）の元払となる帳簿である。取箇帳・郷帳に掲載された租税に加えて、年々増減のある運上・分一類や高掛物・付加税・諸物払代・拝借返納金などの各納物や村々に渡すべき金品など、当年の出納に関わる全てを記載し、地方勘定帳に記載しないものに関しては外記に記す。年貢が皆済される12月中までに勘定所の勝手方に進達した。